# Смитс, Кай
Кай Кирстен Эверт Смитс (нидерл. Kay Kirsten Evert Smits; род. 31 марта 1997 года) — нидерландский гандболист, выступающий за немецкий клуб «Фленсбург-Хандевитт» и сборную Нидерландов.

## Карьера

### Клубная
Кай Смитс выступал за команду «Лимбург Лайонс» с 2014 года, с которой он выиграл чемпионат 2015 года, кубок и многонациональную BENE-лигу. Был признан лучшим молодым игроком года в Нидерландах. 
Через два года он принял решение перейти в немецкую лигу в клуб второго дивизиона «Вильгельмсхафен». В сезоне 2017/18 годов этому клубу удалось сохранить место во втором дивизионе благодаря 258 голам Кая. 
Затем он подписал контракт с датской командой первого дивизиона «Хольстебро» из Team TV. С датчанами дошел до полуфинала Кубка ЕГФ 2018/19 года. В сезоне 2019/20 годов был отдан в немецкий клуб Бундеслиги СК «Магдебург» в аренду, в качестве замены травмированному Альбину Лагергрену. В сезоне 2020/21 годов он был вторым лучшим бомбардиром в Датской гандбольной лиги с 200 голами. 
В сезоне 2021/22 годов СК «Магдебург» подписал с ним контракт на два года. В составе немецкого клуба он выиграл IHF Super Globe 2021 года.

### Международная карьера в сборной
Смитс был приглашён в состав сборной Нидерландов в 2016 году. Дебютировал в матче против сборной Польши 11 июня 2016 года.
Участник чемпионата Европы 2020 года, а также чемпионата Европы 2022 года, на котором стал лучшим бомбардиром (45 мячей).